# Korean Film Awards
Les Korean Film Awards étaient des récompenses cinématographiques sud-coréennes décernées chaque année depuis 2002 et étaient destinées à saluer l'excellence des productions nationales du cinéma sud-coréen. La cérémonie a été abolie en 2011. L'attribution de ces distinctions dans les domaines choisis pour représenter les métiers de la création cinématographique (réalisation, interprétation, scénario, technique) était déterminée par les votes d'un jury de 500 professionnels du cinéma et 500 téléspectateurs sélectionnés sur internet.
La cérémonie était appelée à l'origine les MBC Film Awards. Elle a été rebaptisée Korean Film Awards en 2003. En 2009, l'échec de trouver des sponsors au cours de la crise économique mondiale de 2008 a entraîné l'annulation de la cérémonie de cette année. Elle a été reprise en 2010 avec Hyundai Motor Company en tant que sponsor principal. Mais les difficultés financières persistantes concernant les coûts de production de MBC amène à abolition de la cérémonie en 2011,.

## Catégories de récompenses
- Meilleur film (Best Film)
- Meilleur réalisateur (Best Director)
- Meilleur scénario (Best Screenplay)
- Meilleur acteur (Best Actor)
- Meilleure actrice (Best Actress)
- Meilleur acteur dans un second rôle (Best Supporting Actor)
- Meilleure actrice dans un second rôle (Best Supporting Actress)
- Meilleur nouveau réalisateur (Best New Director)
- Meilleur nouveau acteur (Best New Actor)
- Meilleure nouvelle actrice (Best New Actress)
- Meilleure cinématographie (Best Cinematography)
- Meilleur montage (Best Editing)
- Meilleure direction artistique (Best Art Direction)
- Meilleur éclairage (Best Lighting)
- Meilleure musique (Best Music)
- Meilleurs effets visuels (Best Visual Effects)
- Meilleur son (Best Sound)
- Meilleur court-métrage (Best Short Film)
- Récompense pour l'accomplissement d'une vie (Lifetime Achievement Award)

## Palmarès
| Année | Prix |
| ----- | --- |
| 2002  | - Meilleur film : Oasis de Lee Chang-dong - Meilleur réalisateur : Lee Chang-dong pour Oasis - Meilleur scénario : Lee Chang-dong pour Oasis - Meilleur acteur : Sol Kyung-gu pour Oasis - Meilleure actrice : Moon So-ri pour Oasis - Meilleur acteur dans un second rôle : Hwang Jeong-min pour Waikiki Brothers - Meilleure actrice dans un second rôle : Oh Ji-hye pour Waikiki Brothers - Meilleur nouveau réalisateur : Jeong Jae-eun pour Take Care of My Cat - Meilleur nouveau acteur : Kam Woo-sung pour Marriage Is a Crazy Thing - Meilleure nouvelle actrice : Moon So-ri pour Oasis - Meilleure cinématographie : Kim Byung-il pour Sympathy for Mr. Vengeance - Meilleur montage : Kim Sang-beom pour Sympathy for Mr. Vengeance - Meilleure direction artistique : Jang Geun-young pour Volcano High - Meilleur éclairage : Park Hyun-won pour Sympathy for Mr. Vengeance - Meilleure musique : Lee Byung-woo pour Mari Iyagi - Meilleurs effets visuels : Jang Seong-ho pour Volcano High - Meilleur son : Live Tone pour Volcano High - Meilleur court-métrage : His Truth Is Marching On de Shin Jae-in - Récompense pour l'accomplissement d'une vie : Jung Il-sung |
| 2003  | - Meilleur film : Memories of Murder de Bong Joon-ho - Meilleur réalisateur : Bong Joon-ho pour Memories of Murder - Meilleur scénario : Bong Joon-ho et Shim Sung-bo pour Memories of Murder - Meilleur acteur : Song Kang-ho pour Memories of Murder - Meilleure actrice : Moon So-ri pour Une femme coréenne - Meilleur acteur dans un second rôle : Baek Yoon-sik pour Save the Green Planet! - Meilleure actrice dans un second rôle : Yoon Yeo-jeong pour Une femme coréenne - Meilleur nouveau réalisateur : Jang Joon-hwan pour Save the Green Planet! - Meilleur nouveau acteur : Park Hae-il pour Jealousy Is My Middle Name - Meilleure nouvelle actrice : Im Su-jeong pour Deux sœurs - Meilleure cinématographie : Kim Hyung-koo pour Memories of Murder - Meilleur montage : Kim Sun-min pour Memories of Murder - Meilleure direction artistique : Jo Geun-hyun pour Deux sœurs - Meilleur éclairage : Oh Seung-chul pour Deux sœurs - Meilleure musique : Jo Yeong-wook pour The Classic - Meilleurs effets visuels : Independence pour Wonderful Days - Meilleur son : Choi Tae-young et Kang Kyung-han pour Deux sœurs - Meilleur court-métrage : Bread and Milk de Won Shin-yeon - Récompense pour l'accomplissement d'une vie : Shin Sang-ok                                                                     |
| 2004  | - Meilleur film : Oldboy de Park Chan-wook - Meilleur réalisateur : Park Chan-wook pour Oldboy - Meilleur scénario : Choi Dong-hoon pour The Big Swindle - Meilleur acteur : Choi Min-sik pour Oldboy - Meilleure actrice : Jeon Do-yeon pour My Mother, the Mermaid - Meilleur acteur dans un second rôle : Lee Moon-sik pour The Big Swindle - Meilleure actrice dans un second rôle : Go Doo-shim pour My Mother, the Mermaid - Meilleur nouveau réalisateur : Choi Dong-hoon pour The Big Swindle - Meilleur nouveau acteur : Kang Dong-won pour Temptation of Wolves - Meilleure nouvelle actrice : Soo Ae pour A Family - Meilleure cinématographie : Hong Kyung-pyo pour Frères de sang - Meilleur montage : Shin Min-kyung pour The Big Swindle - Meilleure direction artistique : Jung Ku-ho pour Untold Scandal - Meilleur éclairage : Park Hyun-won pour Oldboy - Meilleure musique : Jo Yeong-wook, Shim Hyun-jung, Choi Seung-hyun et Lee Ji-soo pour Oldboy - Meilleurs effets visuels : Jeong Do-an pour Frères de sang (film, 2004) - Meilleur son : Kim Seok-won pour Frères de sang (film, 2004) - Récompense pour l'accomplissement d'une vie : Hwang Jeong-sun |
| 2005  | - Meilleur film : Welcome to Dongmakgol de Park Kwang-hyun - Meilleur réalisateur : Park Kwang-hyun pour Welcome to Dongmakgol - Meilleur scénario : Jang Jin, Park Kwang-hyun et Kim Joong pour Welcome to Dongmakgol - Meilleur acteur : Hwang Jeong-min pour You Are My Sunshine - Meilleure actrice : Jeon Do-yeon pour You Are My Sunshine - Meilleur acteur dans un second rôle : Hwang Jeong-min pour A Bittersweet Life - Meilleure actrice dans un second rôle : Kang Hye-jeong pour Welcome to Dongmakgol - Meilleur nouveau réalisateur : Park Kwang-hyun pour Welcome to Dongmakgol - Meilleur nouveau acteur : Park Gun-hyung pour Innocent Steps - Meilleure nouvelle actrice : Kim Ji-soo pour This Charming Girl - Meilleure cinématographie : Hwang Ki-seok pour Duelist - Meilleur montage : Moon In-dae pour All for Love - Meilleure direction artistique : Min Eon-ok pour Blood Rain - Meilleur éclairage : Shin Kyung-man pour Duelist - Meilleure musique : Joe Hisaishi pour Welcome to Dongmakgol - Meilleurs effets visuels : Shin Jae-ho pour Blood Rain - Meilleur son : Kim Seok-won et Kim Chang-seop pour Blood Rain - Meilleur court-métrage : Garivegas de Kim Sun-min - Récompense pour l'accomplissement d'une vie : Kim Dong-ho (directeur exécutif du festival international du film de Busan) |
| 2006  | - Meilleur film : The Host de Bong Joon-ho - Meilleur réalisateur : Bong Joon-ho pour The Host - Meilleur scénario : Son Jae-gon pour My Scary Girl - Meilleur acteur : Jo In-sung pour A Dirty Carnival - Meilleure actrice : Jang Jin-young pour Between Love and Hate - Meilleur acteur dans un second rôle : Lee Beom-soo pour The City of Violence - Meilleure actrice dans un second rôle : Choo Ja-hyun pour Bloody Tie - Meilleur nouveau réalisateur : Lee Hae-young et Lee Hae-jun pour Cheonhajangsa Madonna - Meilleur nouveau acteur : Lee Joon-gi pour Le Roi et le Clown - Meilleure nouvelle actrice : Choo Ja-hyun pour Bloody Tie - Meilleure cinématographie : Kim Hyung-koo pour The Host - Meilleur montage : Park Gok-ji et Jung Jin-hee pour A Dirty Carnival - Meilleure direction artistique : Jo Geun-hyun pour Forbidden Quest - Meilleur éclairage : Lee Kang-san et Jung Young-min pour The Host - Meilleure musique : Lee Byung-woo pour For Horowitz - Meilleurs effets visuels : The Orphanage et EON pour The Host - Meilleur son : Choi Tae-young pour The Host - Meilleur court-métrage : War Movie de Park Dong-hoon - Récompense pour l'accomplissement d'une vie : Choi Eun-hee |
| 2007  | - Meilleur film : Secret Sunshine de Lee Chang-dong - Meilleur réalisateur : Lee Chang-dong pour Secret Sunshine - Meilleur scénario : Choi Dong-hoon pour Tazza: The High Rollers - Meilleur acteur : Song Kang-ho pour Secret Sunshine - Meilleure actrice : Jeon Do-yeon pour Secret Sunshine - Meilleur acteur dans un second rôle : Sung Ji-roo pour Paradise Murdered - Meilleure actrice dans un second rôle : Gong Hyo-jin pour Haengbok - Meilleur nouveau réalisateur : Kim Mee-jung pour Shadows in the Palace - Meilleur nouveau acteur : Daniel Henney pour My Father - Meilleure nouvelle actrice : Song Hye-kyo pour Hwang Jin Yi - Meilleure cinématographie : Hong Kyung-pyo pour M - Meilleur montage : Shin Min-kyung pour Tazza: The High Rollers - Meilleure direction artistique : Yoo Joo-ho et Yoon Sang-yoon pour M - Meilleur éclairage : Choi Chul-soo pour M - Meilleure musique : Bang Jun-seok pour Radio Star - Meilleurs effets visuels : Young-gu Art pour D-War - Meilleur son : Kim Seok-won, Kim Chang-seop et Lee Tae-gyu pour Voice of a Murderer - Meilleur court-métrage : The Ten-minute Break de Lee Seong-tae - Récompense pour l'accomplissement d'une vie : Yu Hyun-mok |
| 2008  | - Meilleur film : The Chaser de Na Hong-jin - Meilleur réalisateur : Na Hong-jin pour The Chaser - Meilleur scénario : Na Hong-jin pour The Chaser - Meilleur acteur : Kim Yoon-seok pour The Chaser - Meilleure actrice : Gong Hyo-jin pour Miss Hongdangmu - Meilleur acteur dans un second rôle : Park Hee-soon pour Seven Days - Meilleure actrice dans un second rôle : Kim Ji-young pour Forever the Moment - Meilleur nouveau réalisateur : Na Hong-jin pour The Chaser - Meilleur nouveau acteur : Kang Ji-hwan pour Rough Cut - Meilleure nouvelle actrice : Seo Woo pour Miss Hongdangmu - Meilleure cinématographie : Lee Mo-gae pour Le Bon, la Brute et le Cinglé - Meilleur montage : Kim Sun-min pour The Chaser - Meilleure direction artistique : Cho Hwa-sung pour Le Bon, la Brute et le Cinglé - Meilleur éclairage : Lee Cheol-oh pour The Chaser - Meilleure musique : Bang Jun-seok pour Go Go 70s - Meilleurs effets visuels : Jung Doo-hong, Ji Joong-hyun et Heo Myung-haeng pour Le Bon, la Brute et le Cinglé - Meilleur son : Kim Kyung-tae et Choi Tae-young pour Le Bon, la Brute et le Cinglé - Meilleur court-métrage : Pig and Shakespeare de Kim Geon - Récompense pour l'accomplissement d'une vie : Shin Young-kyun                                                                             |
| 2010  | - Meilleur film : Poetry de Lee Chang-dong - Meilleur réalisateur : Lee Chang-dong pour Poetry - Meilleur scénario : Lee Chang-dong pour Poetry - Meilleur acteur : Won Bin pour The Man from Nowhere - Meilleure actrice : Seo Young-hee pour Bedevilled - Meilleur acteur dans un second rôle : Yoo Hae-jin pour Moss - Meilleure actrice dans un second rôle : Yoon Yeo-jeong pour The Housemaid - Meilleur nouveau réalisateur : Jang Cheol-soo pour Bedevilled - Meilleur nouveau acteur : Song Sae-byeok pour The Servant - Meilleure nouvelle actrice : Kim Sae-ron pour The Man from Nowhere - Meilleure cinématographie : Lee Tae-yoon pour The Man from Nowhere - Meilleur montage : Kim Sang-beom et Kim Jae-beom pour The Man from Nowhere - Meilleure direction artistique : Park Il-hyun pour The Servant - Meilleur éclairage : Lee Cheol-oh pour The Chaser - Meilleure musique : Shim Hyun-jung pour The Man from Nowhere - Meilleurs effets visuels : Park Jung-ryul pour The Man from Nowhere - Meilleur son : Gong Tae-won et Jo Min-ho pour Midnight FM - Récompense pour l'accomplissement d'une vie : Shin Seong-il |